# 크기 정도 (시간)
시간의 크기 정도는 (일반적으로) 마이크로초, 백만년 등 기본 시간 단위이 포함된 십진 접두어 또는 십진 등급의 크기이다.

## 단위
| 단위 (초) | 배수          | 기호 |
| --------- | ------------- | ---- |
| 10−44     | 1 플랑크 시간 | tP   |
| 10−30     | 1 퀘토초      | qs   |
| 10−27     | 1 론토초      | rs   |
| 10−24     | 1 욕토초      | ys   |
| 10−21     | 1 젭토초      | zs   |
| 10−18     | 1 아토초      | as   |
| 10−15     | 1 펨토초      | fs   |
| 10−12     | 1 피코초      | ps   |
| 10−9      | 1 나노초      | ns   |
| 10−6      | 1 마이크로초  | µs   |
| 10−3      | 1 밀리초      | ms   |
| 10−2      | 1 센티초      | cs   |
| 10−1      | 1 데시초      | ds   |
| 101       | 1 데카초      | das  |
| 102       | 1 헥토초      | hs   |
| 103       | 1 킬로초      | ks   |
| 106       | 1 메가초      | Ms   |
| 109       | 1 기가초      | Gs   |
| 1012      | 1 테라초      | Ts   |
| 1015      | 1 페타초      | Ps   |
| 1018      | 1 엑사초      | Es   |
| 1021      | 1 제타초      | Zs   |
| 1024      | 1 요타초      | Ys   |
| 1027      | 1 론나초      | Rs   |
| 1030      | 1 퀘타초      | Qs   |

## 크기 정도
5.391 06 × 10−44 초 - 플랑크 시간
1 × 10-43 초 - 대통일 시대의 기간
5 × 10-39 초 - 플랑크 입자의 수명
1 × 10-36 초 - 전기약 시대의 기간
3.158 ×10−25 초 - W보손의 수명
2.6379 ×10−25 초 - Z보손의 수명
5×10−25 초 - 꼭대기 쿼크의 수명
2.3×10−24 초 - 칠중수소의 반감기
9.1×10-23 초 - 리튬-4의 반감기
1.56×10−22 초 - 힉스 보손의 수명
2 × 10−21 초 - 탄소-8의 반감기
2.47 × 10−21 초 - 측정한 가장 짧은 시간
3.3 × 10−19 초 - 빛이 1 옹스트롬을 이동하는데 걸리는 시간
3.3 × 10−18 초 - 빛이 1 나노미터를 이동하는데 걸리는 시간
3.3 × 10−15 초 - 빛이 1 마이크로미터를 이동하는데 걸리는 시간
1 × 10−13 초 - 맵시 쿼크의 수명
1 × 10-12 초 - 바닥 쿼크의 수명
3.3 × 10−12 초 - 빛이 1 밀리미터를 이동하는데 걸리는 시간
3.3 × 10−11 초 - 빛이 1 센티미터를 이동하는데 걸리는 시간
1 × 10-10 초 - 기묘 쿼크의 수명
3.3 × 10−10 초 - 수소화 포지트로늄의 반감기
3.33564 × 10−9 초 - 빛이 1 미터를 이동하는데 걸리는 시간

## 같이 보기
- 년
- 지질 시대
- 플랑크 단위계
- 초 (시간)
- 국제단위계